# Wasting Light
Wasting Light (в переводе с англ. — «Испепеляющий свет») — седьмой студийный альбом американской группы Foo Fighters, исполняющей альтернативный рок, выпущен звукозаписывающей компанией RCA Records в апреле 2011 года. Его название взято из текста песни «Miss the Misery». В записи пластинки приняли участие Боб Моулд и Крист Новоселич, а Пэт Смир снова официально значится участником коллектива — впервые после выпуска диска The Colour and the Shape (1997), хотя он играл на концертах Foo Fighters ещё с 2006 года.

## Создание и запись
Фронтмен группы Дейв Грол описал работу над новой пластинкой как «самую тяжёлую» в истории Foo Fighters; также он признался, что при написании песен участников вдохновляло творчество ABBA и Bee Gees.
Запись альбома началась 16 августа 2010 года под руководством продюсера Бутча Вига, который ранее спродюсировал два новых трека для сборника лучших хитов Foo Fighters. Wasting Light был записан на студии в гараже Дейва Грола при помощи только аналогового оборудования. В интервью MTV Виг сказал, что альбом был полностью аналоговым до постмастеринга.

## Релиз
17 января 2011 года группа на своём официальном сайте представила 30-секундный тизер песни «Bridge Burning». 1 февраля там же появился ещё один тизер, на этот раз композиции «Miss the Misery», а также объявлена дата релиза новой работы группы — 12 апреля 2011 года. 12 февраля состоялась премьера видеоклипа на песню «White Limo» с участием Лемми из Motörhead. Однако в качестве первого сингла с альбома был выбран трек «Rope», который стал доступен для онлайн-прослушивания 23 февраля. Он дебютировал на первой строчке хит-парада рок-песен в журнале «Биллборд» и стал вторым таким синглом за всю историю чарта, созданного в 2009 году; позже он возглавил также чарт Alternative Songs. «Bridge Burning» появилась в плейлисте британского BBC Radio 1, а также состоялась премьера песни «Arlandria» на рок-радиостанциях по всему миру.
2 апреля альбом стал доступен для потокового прослушивания на сайте SoundCloud; сообщалось, что за 15 часов новую работу коллектива послушали более двух миллионов раз.
Диск дебютировал на первом месте хит-парадов США, Великобритании, Австралии, Новой Зеландии, Бельгии, Германии, Норвегии, Швейцарии, Швеции, Финляндии и в первой пятёрке в Ирландии, Дании, Нидерландах, Португалии.

## Отзывы
| Совокупная оценка     | Совокупная оценка |
| Источник              | Оценка            |
| --------------------- | ----------------- |
| Metacritic            | (78/100)          |
| Оценки критиков       |                   |
| Источник              | Оценка            |
| Русскоязычные издания |                   |
| Lenta.ru              | (положительная)   |
| Music.com.ua          | [ 18 ]            |
| Newslab.ru            | (положительная)   |
| Rolling Stone Russia  | [ 20 ]            |
| Иноязычные издания    |                   |
| Allmusic              | [ 21 ]            |
| Alternative Press     | [ 22 ]            |
| BBC Music             | (смешанная)       |
| Consequence of Sound  | [ 24 ]            |
| Contactmusic          | [ 25 ]            |
| Entertainment Weekly  | (A-)              |
| The Guardian          | [ 27 ]            |
| Laut.de               | [ 28 ]            |
| MusicOMH              | [ 29 ]            |
| NME                   | [ 30 ]            |
| Pitchfork Media       | (6.4/10)          |
| Rock Sound            | [ 32 ]            |
| Rolling Stone         | [ 33 ]            |
| The Skinny            | [ 34 ]            |
| Spin                  | [ 35 ]            |
| Sputnikmusic          | [ 36 ]            |
| Stereoboard           | [ 37 ]            |
| The Telegraph         | [ 38 ]            |
| Uncut                 | [ 39 ]            |

Wasting Light получил в целом положительные отзывы критиков и имеет рейтинг 78 баллов из 100 на сайте Metacritic. Критик журнала Spin Микаэл Вуд высоко оценил альбом, поставив ему 9 баллов из 10 и назвав «самым запоминающимся собранием песен Грола со времён The Colour and the Shape 1997 года». Сергей Степанов на сайте Звуки.ру назвал диск «самым прямолинейным и вольнолюбивым, <…> самым честным альбомом Foo Fighters, впервые в истории плюнувших на все условности и компромиссы».

## Список композиций
Слова и музыка всех песен — Foo Fighters.
| №                   | Название              | Длительность |
| ------------------- | --------------------- | ------------ |
| 1.                  | «Bridge Burning»      | 4:47         |
| 2.                  | «Rope»                | 4:19         |
| 3.                  | «Dear Rosemary»       | 4:26         |
| 4.                  | «White Limo»          | 3:22         |
| 5.                  | «Arlandria»           | 4:28         |
| 6.                  | «These Days»          | 4:58         |
| 7.                  | «Back & Forth»        | 3:52         |
| 8.                  | «A Matter of Time»    | 4:36         |
| 9.                  | «Miss the Misery»     | 4:33         |
| 10.                 | «I Should Have Known» | 4:16         |
| 11.                 | «Walk»                | 4:16         |
| Общая длительность: | Общая длительность:   | 47:53        |

| №  | Название                   | Длительность |
| -- | -------------------------- | ------------ |
| 1. | «Rope» (Deadmau5 Remix)    | 5:52         |
| 2. | «Better Off»               | 4:12         |
| 3. | «White Limo» (Music video) | 3:35         |
| 4. | «Live Performance» (Video) | 4:23         |

## Участники записи
| Foo Fighters - Дейв Грол — вокал, ритм-гитара - Пэт Смир — соло-гитара и ритм-гитара, баритон-гитара - Нейт Мендел — бас-гитара - Тейлор Хокинс — ударные, перкуссия, вокал - Крис Шифлетт — соло- и ритм-гитары, бэк-вокал, добро (тенор гитара) Приглашённые музыканты - Боб Моулд — гитара и бэк-вокал на «Dear Rosemary» - Крист Новоселич — бас-гитарное соло и аккордеон на «I Should Have Known» - Рами Джаффи — клавишные, меллотрон, орган - Джесси Грин — скрипка, виолончель - Фи Уэйбилл — бэк-вокал - Бутч Виг — перкуссия на «Back & Forth» - Дрю Хестер — перкуссия на «Arlandria» | Производство - Бутч Виг — продюсер - Алан Молдер — сведение - Эмили Лазар — мастеринг - Джеймс Браун — звукоинженер |

## Чарты и сертификации
| Страна             | Место | Сертификация |
| ------------------ | ----- | ------------ |
| Австралия          | 1     | Платиновый   |
| Австрия            | 1     |              |
| Бельгия (Валлония) | 4     |              |
| Бельгия (Фландрия) | 1     |              |
| Великобритания     | 1     |              |
| Германия           | 1     |              |
| Дания              | 3     |              |
| Ирландия           | 3     |              |
| Испания            | 7     |              |
| Италия             | 4     |              |
| Канада             | 1     |              |
| Нидерланды         | 2     |              |
| Новая Зеландия     | 1     | Золотой      |
| Норвегия           | 1     |              |
| Польша             | 12    |              |
| Португалия         | 3     |              |
| США                | 1     |              |
| Финляндия          | 1     |              |
| Франция            | 18    |              |
| Чехия              | 4     |              |
| Швейцария          | 1     |              |
| Швеция             | 1     |              |